# 小行星17173
小行星17173（17173 Evgenyamosov）是一颗绕太阳运转的小行星，为主小行星带小行星。该小行星于1999年9月7日发现。

## 轨道参数
小行星17173的轨道半长轴为2.3945269 UA，离心率为0.154。